# الرملة (الحجرة وبني روس)
الرملة هو دُوَّار يقع بجماعة زومي، إقليم وزان، جهة طنجة تطوان الحسيمة في المملكة المغربية. ينتمي الدوّار لمشيخة الحجرة وبني روس التي تضم 13 دوار. يقدر عدد سكانه بـ 590 نسمة حسب الإحصاء الرسمي للسكان والسكنى لسنة 2004.

## روابط خارجية
- البوابة الوطنية للجماعات الترابية
- المندوبية السامية للتخطيط